# Râul Gârla Mare, Prut
Gârla Mare este un râu din Republica Moldova, afluent de stânga al râului Prut.

## Istoric
La începutul secolului XX, râulețul Gârla Mare este descris de către Zamfir Arbore, în Dicționarul geografic al Basarabiei:
„afluent pe stânga al Prutului, își are începuturile în împrejurimile satului Catranâc din județul Bălți. Un mic pârău cu izvoare lângă satul Soci (Socea, azi Burghelea) și lângă satul Bocăni, este afluent pe stânga al râulețului Gârla Mare ce se varsă în Prut între satul Medeleni (fost Răzoaia/Rizoaia) și Semeni.

## Lectură
- Sandu, Maria; Tărăță, Anatolie. Conținutul amoniacului neionizat în apele de suprafață din regiunea de dezvoltare Nord. In: Știința în Nordul Republicii Moldova: realizări, probleme, perspective. Ediția 5, 29-30 iunie 2021, Bălți. Bălți, Republic of Moldova: F.E.-P. „Tipografia Centrală, 2021, pp. 319-324. ISBN 978-9975-62-432-9